# Berville-sur-Seine
Pour les articles homonymes, voir Berville.
Berville-sur-Seine est une commune française située dans le département de la Seine-Maritime en région Normandie.

## Géographie

### Situation
La commune est située dans un méandre de la Seine, au sein du Parc naturel régional des Boucles de la Seine normande.
| Duclair                 |                    | Saint-Pierre-de-Varengeville |
|                         | Berville-sur-Seine | Hénouville                   |
| Le Mesnil-sous-Jumièges |                    | Anneville-Ambourville        |

### Hydrographie
La commune est située dans le bassin Seine-Normandie. Elle est drainée par la Seine, le fossé 01 de la Commune de Berville-sur-Seine, le fossé 02 de la Commune de Berville-sur-Seine et le fossé 03 de la Commune de Berville-sur-Seine,,.
La Seine, qui prend sa source à Source-Seine, en Côte-d'Or, sur le plateau de Langres, traverse le département avec de larges méandres sur son flanc sud et se jette dans la Manche entre Le Havre et Honfleur. 
Six plans d'eau complètent le réseau hydrographique : la sablière 1 du Haridon (23,05 ha), la sablière 2 du Haridon (1,78 ha), la sablière 3 du Haridon (12,12 ha), la sablière des Planquettes, d'une superficie totale de 47,7 ha (47,66 ha sur la commune), la sablière du Gros Saule (4,1 ha) et le plan d'eau de la Couture (13,16 ha),.

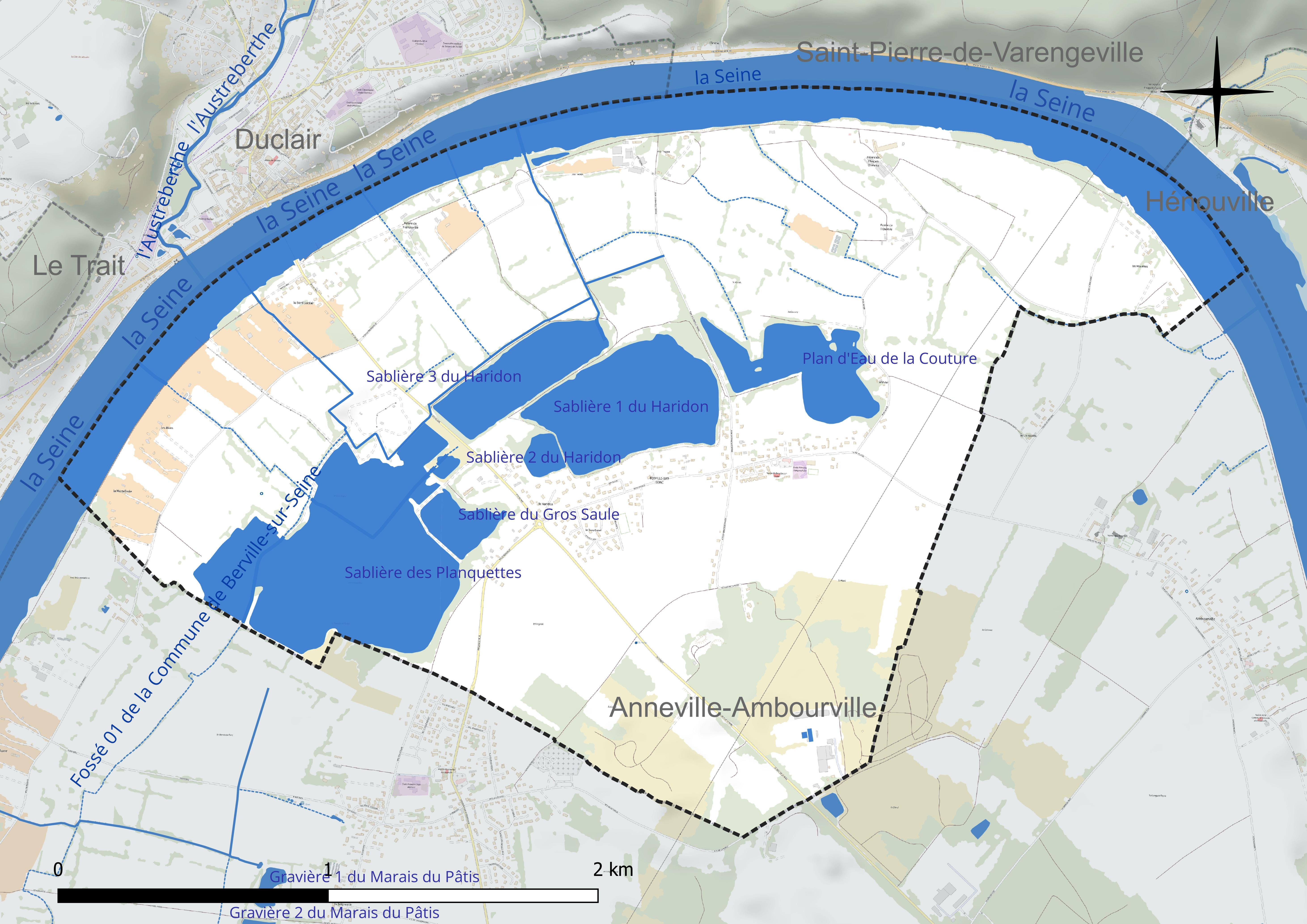
Réseau hydrographique de Berville-sur-Seine.

### Climat
Pour des articles plus généraux, voir Climat de la Normandie et Climat de la Seine-Maritime.
En 2010, le climat de la commune est de type climat océanique altéré, selon une étude du CNRS s'appuyant sur une série de données couvrant la période 1971-2000. En 2020, Météo-France publie une typologie des climats de la France métropolitaine dans laquelle la commune est exposée à un climat océanique et est dans la région climatique Côtes de la Manche orientale, caractérisée par un faible ensoleillement (1 550 h/an) ; forte humidité de l’air (plus de 20 h/jour avec humidité relative > 80 % en hiver), vents forts fréquents. Parallèlement le GIEC normand, un groupe régional d’experts sur le climat, différencie quant à lui, dans une étude de 2020, trois grands types de climats pour la région Normandie, nuancés à une échelle plus fine par les facteurs géographiques locaux. La commune est, selon ce zonage, exposée à un « climat contrasté des collines », correspondant au Pays d’Auge, Lieuvin et Roumois, moins directement soumis aux flux océaniques et connaissant toutefois des précipitations assez marquées en raison des reliefs collinaires qui favorisent leur formation.
Pour la période 1971-2000, la température annuelle moyenne est de 11 °C, avec une amplitude thermique annuelle de 12,8 °C. Le cumul annuel moyen de précipitations est de 802 mm, avec 12,4 jours de précipitations en janvier et 8,4 jours en juillet. Pour la période 1991-2020, la température moyenne annuelle observée sur la station météorologique la plus proche, située sur la commune de Jumièges à 7 km à vol d'oiseau, est de 12,2 °C et le cumul annuel moyen de précipitations est de 843,5 mm,. Pour l'avenir, les paramètres climatiques de la commune estimés pour 2050 selon différents scénarios d’émission de gaz à effet de serre sont consultables sur un site dédié publié par Météo-France en novembre 2022.

## Urbanisme

### Typologie
Au 1er janvier 2024, Berville-sur-Seine est catégorisée commune rurale à habitat dispersé, selon la nouvelle grille communale de densité à sept niveaux définie par l'Insee en 2022.
Elle est située hors unité urbaine. Par ailleurs la commune fait partie de l'aire d'attraction de Rouen, dont elle est une commune de la couronne,. Cette aire, qui regroupe 317 communes, est catégorisée dans les aires de 200 000 à moins de 700 000 habitants,.

### Occupation des sols
L'occupation des sols de la commune, telle qu'elle ressort de la base de données européenne d’occupation biophysique des sols Corine Land Cover (CLC), est marquée par l'importance des territoires agricoles (56,6 % en 2018), en diminution par rapport à 1990 (61,4 %). La répartition détaillée en 2018 est la suivante : 
eaux continentales (26,3 %), zones agricoles hétérogènes (21,9 %), prairies (19,6 %), terres arables (15,2 %), milieux à végétation arbustive et/ou herbacée (10,8 %), zones urbanisées (6,3 %). L'évolution de l’occupation des sols de la commune et de ses infrastructures peut être observée sur les différentes représentations cartographiques du territoire : la carte de Cassini (XVIIIe siècle), la carte d'état-major (1820-1866) et les cartes ou photos aériennes de l'IGN pour la période actuelle (1950 à aujourd'hui).

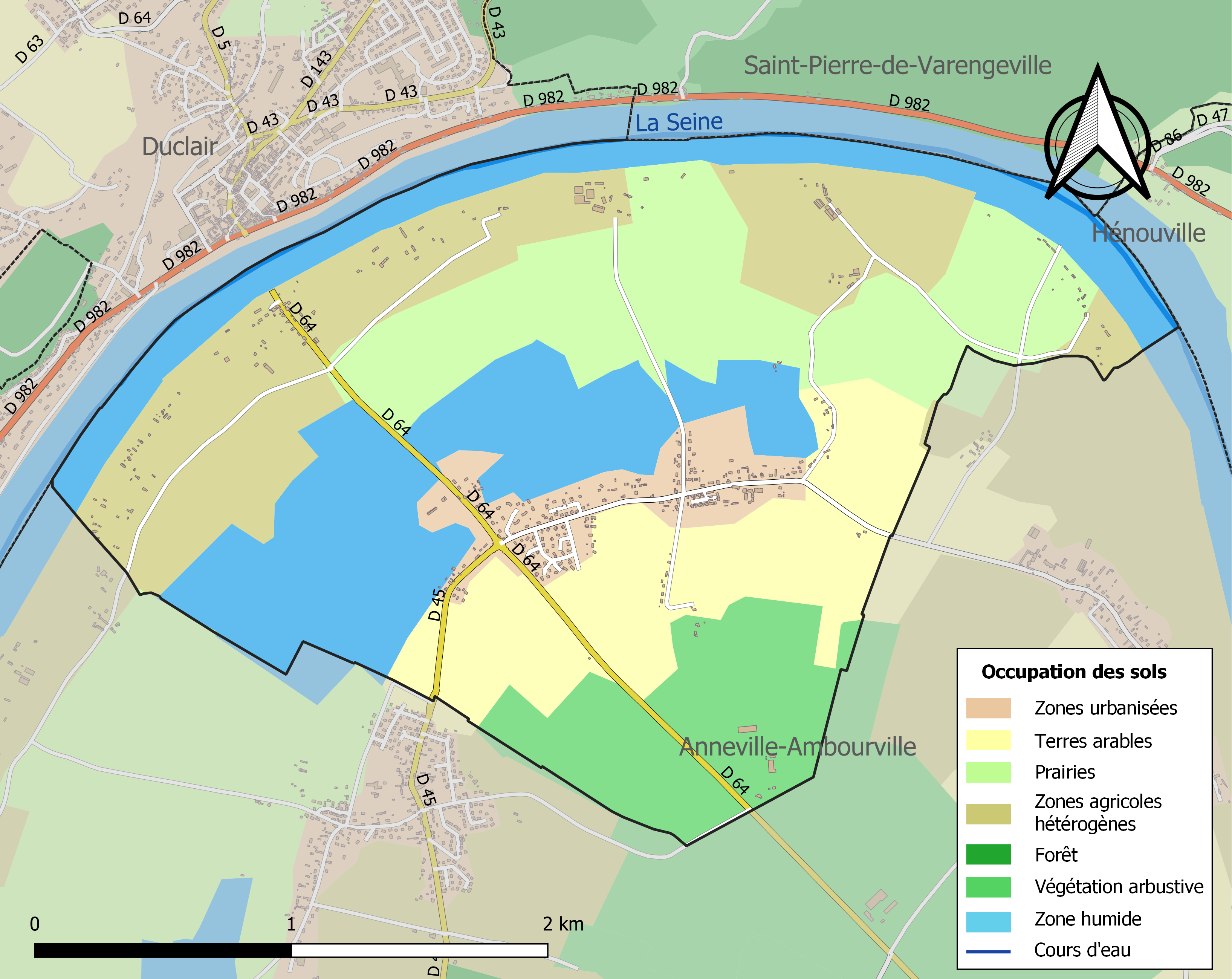
Carte des infrastructures et de l'occupation des sols de la commune en 2018 (CLC).

### Voies de communication et transports
À Berville-sur-Seine est exploité, par le département de Seine-Maritime, un bac maritime permettant la traversée de la Seine jusqu'à Duclair pour les automobiles et les poids lourds.
Les ponts les plus proches permettant de traverser la Seine sont le pont de Brotonne à Caudebec-en-Caux et le pont Gustave-Flaubert à Rouen.

## Toponymie
Le nom de la localité est attesté sous les formes Terram de Berevilla (sans date); Ecclesia Sancte Marie de Bervilla et presbytero de Bervilla au XIIe siècle; Sancte Marie de Bervilla en 1212; Apud Bervillam en 1234; Bervilla super Secanam en 1212,  1234, vers 1240 et en 1337; Berville en 1425; Berville sus Saine en 1431 et 1594; Notre Dame de Berville sur Seine en 1522, 1640, 1704 (Pouillés) et en 1678; Saint Lubin de Berville sur Seine en 1740 (Duplessis); Berville 1757 (Cassini); Berville sur Seine en 1715 (Frémont)
Berville est située dans un méandre de la Seine.

## Histoire
La commune est bombardée par les Alliés en août 1944 pendant le franchissement de la Seine par l'armée allemande.

## Population et société

### Démographie
L'évolution du nombre d'habitants est connue à travers les recensements de la population effectués dans la commune depuis 1793. Pour les communes de moins de 10 000 habitants, une enquête de recensement portant sur toute la population est réalisée tous les cinq ans, les populations de référence des années intermédiaires étant quant à elles estimées par interpolation ou extrapolation. Pour la commune, le premier recensement exhaustif entrant dans le cadre du nouveau dispositif a été réalisé en 2004.

En 2022, la commune comptait 542 habitants, en évolution de −4,24 % par rapport à 2016 (Seine-Maritime : +0,35 %, France hors Mayotte : +2,11 %).
| 1793 | 1800 | 1806 | 1821 | 1831 | 1836 | 1841 | 1846 | 1851 |
| ---- | ---- | ---- | ---- | ---- | ---- | ---- | ---- | ---- |
| 261  | 450  | 192  | 286  | 302  | 283  | 317  | 353  | 350  |

| 1856 | 1861 | 1866 | 1872 | 1876 | 1881 | 1886 | 1891 | 1896 |
| ---- | ---- | ---- | ---- | ---- | ---- | ---- | ---- | ---- |
| 315  | 289  | 307  | 295  | 303  | 282  | 284  | 288  | 304  |

| 1901 | 1906 | 1911 | 1921 | 1926 | 1931 | 1936 | 1946 | 1954 |
| ---- | ---- | ---- | ---- | ---- | ---- | ---- | ---- | ---- |
| 330  | 325  | 339  | 302  | 295  | 295  | 317  | 300  | 281  |

| 1962 | 1968 | 1975 | 1982 | 1990 | 1999 | 2004 | 2006 | 2009 |
| ---- | ---- | ---- | ---- | ---- | ---- | ---- | ---- | ---- |
| 299  | 277  | 305  | 486  | 478  | 552  | 562  | 552  | 546  |

| 2014 | 2019 | 2022 | - | - | - | - | - | - |
| ---- | ---- | ---- | - | - | - | - | - | - |
| 562  | 545  | 542  | - | - | - | - | - | - |

### Manifestations culturelles et festivités
La fête patronale « Saint-Lubin » a lieu le premier dimanche de septembre.

### Cultes
Berville-sur-Seine appartient à la paroisse catholique Saint-Philibert de Duclair – Boucles de Seine qui fait partie du doyenné Rouen-Ouest de l'archidiocèse de Rouen.

## Économie
La commune compte deux activités industrielles d'exploitation de carrières d'extraction de granulats alluvionnaires et de valorisation des déchets métalliques en matières premières recyclées.

## Culture locale et patrimoine

### Lieux et monuments
L'église paroissiale est dédiée à saint Lubin.

### Personnalités liées à la commune
Né à la fin du Ve siècle, Lubin était cellérier, c'est-à-dire un religieux chargé des questions d'intendance. Cette fonction lui permettait de visiter les abbayes, et selon la légende, il accomplissant des miracles durant ses voyages. Il aurait ainsi éteint un incendie à Paris d'un simple signe de croix. Il devint abbé du monastère de Brou, puis évêque de Chartres en 544. Il mourut le 14 mars 557.
Au départ fêté le jour de sa mort, il est le second patron de Berville-sur-Seine (le premier étant la Vierge, l'église du village étant placée sous son invocation) et l'un des nombreux « saints guérisseurs » de Normandie. Saint Lubin fut invoqué à Berville durant des siècles afin de redonner force et santé aux jeunes enfants en souvenirs des guérisons qu'il a accompli. Une tradition de pèlerinage, pour la Saint-Lubin, fut même attestée avant la Révolution française.